# Silícico
Silícico es un adjetivo para describir el magma o roca ígnea rica en sílice. La cantidad de sílice que constituye una roca silícica por lo general se pone en al menos 65 por ciento. El granito y la riolita son las más comunes rocas silícicas.
Los silícicos son el grupo de los magmas de silicato que finalmente cristalizan en una proporción relativamente pequeña de silicatos ferromagnesianos, como el anfíbol, el piroxeno y la biotita. Los principales componentes de una roca silícica serán minerales ricos en minerales de sílice, como feldespato silícico o incluso de sílice libre como el cuarzo.